# Mexico op de Olympische Zomerspelen 1988
Mexico nam deel aan de Olympische Zomerspelen 1988 in Seoel, Zuid-Korea. In tegenstelling tot de vorige editie werden er geen gouden medailles gewonnen. Er werden wel twee bronzen medailles behaald in het Boksen en Schoonspringen

## Medailleoverzicht
| Sport          | Olympiër       | Onderdeel     | Medaille |
| -------------- | -------------- | ------------- | -------- |
| Boksen         | Mario González | -51kg (m)     | Brons    |
| Schoonspringen | Jesús Mena     | 10m toren (m) | Brons    |

## Deelnemers en resultaten

### Atletiek
| Olympiër                                              | Discipline            | Resultaat | Prestatie                                                  |
| ----------------------------------------------------- | --------------------- | --------- | ---------------------------------------------------------- |
| Eduardo Nava                                          | 100m (m)              | 53e       | serie 9: 4de in 10,68                                      |
| Mauricio Hernández                                    | 800m (m)              | 38e       | serie 3: 5de in 1.49,03                                    |
| Marcos Barreto                                        | 5000m (m)             | 27e       | serie 3: 14de in 13.45,82 halve finale 1: 14de in 13.53,93 |
| Arturo Barrios                                        | 5000m (m)             | 42e       | serie 2: 10de in 13.59,04                                  |
| Mauricio González                                     | 5000m (m)             | 19e       | serie 1: 8ste in 13.47,98 halve finale 2: 10de in 13.32,52 |
| Marcos Barreto                                        | 10000m (m)            | 28e       | serie 2: 14de in 29.18,14                                  |
| Arturo Barrios                                        | 10000m (m)            | 5e        | serie 1: 3de in 28.08,63 finale: 5de in 27.39,32           |
| Mauricio González                                     | 10000m (m)            | 19e       | serie 2: 8ste in 28.36,66 finale: 11de in 27.59,90         |
| Roberto Carmona                                       | 110m horden (m)       | 39e       | serie 6: 7de in 15,24                                      |
| Herman Adam Eduardo Nava Antonio Ruíz Miguel Elizondo | 4x100m (m)            | 17e       | serie 4: 4de in 40,31                                      |
| Jesús Herrera                                         | marathon (m)          | 11e       | 2:13.58                                                    |
| Martín Mondragón                                      | marathon (m)          | 57e       | 2:27.10                                                    |
| Carlos Retiz                                          | marathon (m)          | 50e       | 2:25.34                                                    |
| Ernesto Canto                                         | 20km snelwandelen (m) | DSQ       | gediskwalificeerd                                          |
| Carlos Mercenario                                     | 20km snelwandelen (m) | 7e        | 1:20.53                                                    |
| Joel Sánchez                                          | 20km snelwandelen (m) | DSQ       | gediskwalificeerd                                          |
| Hernán Andrade                                        | 50km snelwandelen (m) | DSQ       | gediskwalificeerd                                          |
| Martín Bermúdez                                       | 50km snelwandelen (m) | 15e       | 3:49.22                                                    |
| Arturo Bravo                                          | 50km snelwandelen (m) | 33e       | 4:08.08                                                    |
|                                                       |                       |           |                                                            |
| Sandra Taváres                                        | 100m horden (v)       | 26e       | serie 1: 6de in 13,81                                      |
| Blanca Jaime                                          | marathon (v)          | 43e       | 2:43:00                                                    |
| Cristina Fink                                         | hoogspringen (v)      | 21e       | kwalificatie groep A: 10de met 1,84m                       |

### Boksen
| Olympiër              | Discipline  | Resultaat | Prestatie |
| --------------------- | ----------- | --------- | --- |
| Mario González        | -51kg (m)   | Brons     | 1ste ronde: vrij 2de ronde: W van LES Mathibeli: 5-0 3de ronde: W van IND Pingale: 4-1 kwartfinale: W van GHA Kotey: walk-over halve finale: V van GDR Tews: 0-5 |
| José de Jesús García  | -54kg (m)   | 17e       | 1ste ronde: W van GRN Joseph: scheidsrechterlijke beslissing 2de ronde: V van SWE Majanya: 1-4                                                                   |
| Miguel Angel González | -57kg (m)   | 33e       | 1ste ronde: V van KOR Lee: 0-5 |
| Guillermo Tamez       | -60kg (m)   | 33e       | 1ste ronde: V van BAR Knight: 0-5 |
| Humberto Rodríguez    | -63,5kg (m) | 5e        | 1ste ronde: vrij 2de ronde: W van FIJ Temo: scheidsrechterlijke beslissing 3de ronde: W van ZIM Chinyadza: knock-out kwartfinale: V van SWE Myrberg: knock-out   |
| Martín Amarillas      | -75kg (m)   | 17e       | 1ste ronde: vrij 2de ronde: V van PAK Syed: 2-3 |

### Boogschieten
| Olympiër                                   | Discipline      | Resultaat | Prestatie                                                          |
| ------------------------------------------ | --------------- | --------- | ------------------------------------------------------------------ |
| Jose Anchondo                              | individueel (m) | 26e       | open ronde: 26ste met 1248 punten                                  |
| Omar Bustani                               | individueel (m) | 38e       | open ronde: 38ste met 1232 punten                                  |
| Adolfo González                            | individueel (m) | 49e       | open ronde: 49ste met 1215 punten                                  |
| Jose Anchondo Omar Bustani Adolfo González | team (m)        | 12e       | open ronde: 10de met 3695 punten halve finale: 12de met 917 punten |
|                                            |                 |           |                                                                    |
| Aurora Bretón                              | individueel (v) | 29e       | open ronde: 29ste met 1224 punten                                  |

### Gymnastiek
| Olympiër    | Discipline               | Resultaat | Prestatie                             |
| ----------- | ------------------------ | --------- | ------------------------------------- |
| Tony Piñeda | meerkamp individueel (m) | 88e       | kwalificatie: 88ste met 102,40 punten |

### Judo
| Olympiër           | Discipline | Resultaat | Prestatie                                                                                     |
| ------------------ | ---------- | --------- | --------------------------------------------------------------------------------------------- |
| Salvador Hernández | -60kg (m)  | 14e       | 1ste ronde: vrij 2de ronde: W van LIB Nakouze: walk-over 3de ronde: V van JPN Hosokawa: ippon |
| Federico Vizcarra  | -71kg (m)  | 13e       | 1ste ronde: vrij 2de ronde: W van PUR Ruiz: shido 3de ronde: V van AUS Brain: yuko            |
| Carlos Huttich     | -78kg (m)  | 20e       | 1ste ronde: vrij 2de ronde: V van MGL Erkhembayar: waza-ari                                   |

### Moderne vijfkamp
| Olympiër                                    | Discipline      | Resultaat | Prestatie    |
| ------------------------------------------- | --------------- | --------- | ------------ |
| Marcelo Hoyo                                | individueel (m) | 39e       | 4800 punten  |
| Ivar Sisniega                               | individueel (m) | 14e       | 5065 punten  |
| Alejandro Yrizar                            | individueel (m) | 28e       | 4920 punten  |
| Marcelo Hoyo Ivar Sisniega Alejandro Yrizar | team (m)        | 8e        | 14785 punten |

### Paardensport
| Olympiër                                                         | Discipline      | Resultaat | Prestatie                                                          |
| ---------------------------------------------------------------- | --------------- | --------- | ------------------------------------------------------------------ |
| Jaime Azcárraga                                                  | individueel (m) | 6e        | kwalificatie: 12de met 118 punten finale: 6de met 8,25 strafpunten |
| Alejandro Orózco                                                 | individueel (m) | 61e       | kwalificatie: 61ste met 15 punten                                  |
| Alberto Rivera                                                   | individueel (m) | 65e       | kwalificatie: 6s5te met 34,50 punten                               |
| Gerardo Tazzer                                                   | individueel (m) | 54e       | kwalificatie: 54ste met 43,50 punten                               |
| Gerardo Tazzer Jaime Azcárraga Everardo Hegewisch Alberto Rivera | team (m)        | 14e       | 1ste ronde: 14de met 76,50 strafpunten                             |

### Roeien
| Olympiër                         | Discipline      | Resultaat | Prestatie                                            |
| -------------------------------- | --------------- | --------- | ---------------------------------------------------- |
| Luis Miguel García Joaquín Gómez | individueel (m) | 13e       | serie 2: 5de in 6.45,16 herkansingen: 4de in 6.45,59 |

### Schietsport
| Olympiër        | Discipline                 | Resultaat | Prestatie                                               |
| --------------- | -------------------------- | --------- | ------------------------------------------------------- |
| José Álvarez    | 50m geweer 3 houdingen (m) | 40e       | kwalificatie: 40ste met 1154 punten (398-369-387)       |
| José Álvarez    | 50m geweer liggend (m)     | 39e       | kwalificatie: 39ste met 591 punten (98-98-100-99-97-99) |
| Nuria Ortíz     | skeet                      | 40e       | kwalificatie: 40ste met 141 punten                      |
| Alfredo Cuentas | skeet                      | 39e       | kwalificatie: 39ste met 138 punten                      |

### Schoonspringen
| Olympiër          | Discipline    | Resultaat | Prestatie                                                       |
| ----------------- | ------------- | --------- | --------------------------------------------------------------- |
| Jesús Mena        | 3m plank (m)  | 7e        | voorronde: 8ste met 581,01 punten finale: 7de met 598,77 punten |
| Jorge Mondragón   | 3m plank (m)  | 6e        | voorronde: 5de met 594,36 punten finale: 6de met 616,02 punten  |
| Jesús Mena        | 10m toren (m) | 7e        | voorronde: 9de met 523,50 punten finale: 3de met 594,39 punten  |
| Jorge Mondragón   | 10m toren (m) | 9e        | voorronde: 11de met 518,52 punten finale: 9de met 511,89 punten |
|                   |               |           |                                                                 |
| María José Alcalá | 3m plank (v)  | 20e       | voorronde: 20ste met 392,16 punten                              |
| María José Alcalá | 10m toren (v) | 9e        | voorronde: 10de met 359,64 punten finale: 9de met 349,41 punten |

### Synchroonzwemmen
| Olympiër                       | Discipline | Resultaat | Prestatie |
| ------------------------------ | ---------- | --------- | --- |
| Lourdes Candini                | solo       | 29e       | technische figuren: 23ste met 84,533 punten kwalificatie: 10de met 172,533 punten                                |
| Susana Candini                 | solo       | 36e       | technische figuren: 29ste met 83,067 punten                                                                      |
| Sonia Cárdeñas                 | solo       | 31e       | technische figuren: 21ste met 84,733 punten                                                                      |
| Lourdes Candini Sonia Cárdeñas | duet       | 8e        | technische figuren: 8ste met 83,800 punten kwalificatie: 8ste met 175,000 punten finale: 8ste met 176,833 punten |

### Tennis
| Olympiër                           | Discipline     | Resultaat | Prestatie                                                                                             |
| ---------------------------------- | -------------- | --------- | --- |
| Leonardo Lavalle                   | enkelspel (m)  | 17e       | 1ste ronde: W van HAI Agénor: 3-6, 6-3, 6-2, 2-1, opgave 2de ronde: V van ESP Casal: 3-6, 4-6, 6-7(2) |
| Francisco Maciel                   | enkelspel (m)  | 33e       | 1ste ronde: V van ITA Nargiso: 6-4, 6-2, 6-7(2), 6-7(3), 6-8                                          |
| Agustín Moreno                     | enkelspel (m)  | 17e       | 1ste ronde: W van JPN Tsuchihashi: 7-6(5), 6-2, 6-4 2de ronde: V van SWE Edberg: 2-6, 6-7(2), 0-6     |
| Leonardo Lavalle Agustín Moreno    | dubbelspel (m) | 17e       | 1ste ronde: V van HUN Köves/Markovits: 6-3, 3-6, 7-6(10), 4-6, 4-6                                    |
|                                    |                |           | |
| Xóchitl Escobedo                   | enkelspel (v)  | 33e       | 1ste ronde: V van AUS Minter: 1-6, 3-6                                                                |
| Claudia Hernández                  | enkelspel (v)  | 17e       | 1ste ronde: vrij 2de ronde: V van USA Garrison: 1-6, 4-6                                              |
| Xóchitl Escobedo Claudia Hernández | dubbelspel (v) | 9e        | 1ste ronde: V van URS Neiland/Zvereva: 2-6, 1-6                                                       |

### Wielersport
| Olympiër                                                         | Discipline         | Resultaat | Prestatie                                                    |
| Baan                                                             | Baan               | Baan      | Baan                                                         |
| ---------------------------------------------------------------- | ------------------ | --------- | ------------------------------------------------------------ |
| Manuel Youshimatz                                                | puntenkoers (m)    | 9e        | halve finale 2: 1ste met 32 punten finale: 9de met 21 punten |
| Weg                                                              |                    |           |                                                              |
| Manuel Youshimatz                                                | wegwedstrijd (m)   | DNF       | niet gefinisht                                               |
| Héctor Pérez                                                     | wegwedstrijd (m)   | 93e       | 4:42.47                                                      |
| Luis Rosendo Ramos                                               | wegwedstrijd (m)   | 77e       | 4:32.56                                                      |
| Gabriel Cano Guillermo Gutiérrez Héctor Pérez Luis Rosendo Ramos | ploegentijdrit (m) | 22e       | 2:12.46,4                                                    |

### Worstelen
| Olympiër        | Discipline  | Resultaat   | Prestatie                                                                          |
| Vrije stijl     | Vrije stijl | Vrije stijl | Vrije stijl                                                                        |
| --------------- | ----------- | ----------- | ---------------------------------------------------------------------------------- |
| Bernardo Olvera | -52kg (m)   | 15e         | groep A: 8ste W van GUA Vásquez: 4-1 V van USA Chertow: 1-3 V van FRA Bourdin: 0-3 |
| Jorge Olvera    | -57kg (m)   | 15e         | groep B: 8ste V van YUG Šorov: 1-3 W van MLT Giordemaina: 3-1 V van KOR Noh: 0-4   |
| Alfonso Jessel  | -74kg (m)   | 19e         | groep B: 10de V van HUN Nagy: 0,5-3,5 V van USA Monday: 0-4                        |
| Grieks-Romeins  |             |             |                                                                                    |
| Adrian Ponce    | -52kg (m)   | 17e         | groep B: 9de V van IRQ Salah: 1-3 V van TUN Chaambi: 0-4                           |

### Zeilen
| Olympiër                   | Discipline     | Resultaat | Prestatie                            |
| -------------------------- | -------------- | --------- | ------------------------------------ |
| Nilo Ozib                  | divisie II (m) | 38e       | 252 punten: (40-38-35-PMS-DNF-29-28) |
| Eric Mergenthaler          | finn (m)       | 13e       | 108 punten: (5-8-11-18-9-22-DNC)     |
|                            |                |           |                                      |
| Eliane Fierro Tania Fierro | 470 (v)        | 19e       | 137 punten: (18-17-17-19-14-26-DNF)  |

### Zwemmen
| Olympiër                                                     | Discipline            | Resultaat | Prestatie                |
| ------------------------------------------------------------ | --------------------- | --------- | ------------------------ |
| Rodrigo González                                             | 50m vrije slag (m)    | 29e       | serie 8: 8ste in 24,01   |
| Urbano Zea                                                   | 50m vrije slag (m)    | 45e       | serie 6: 9de in 24,86    |
| Ignacio Escamilla                                            | 100m vrije slag (m)   | 56e       | serie 5: 8ste in 54,56   |
| Rodrigo González                                             | 100m vrije slag (m)   | 28e       | serie 7: 4de in 51,46    |
| Ignacio Escamilla                                            | 200m vrije slag (m)   | 32e       | serie 4: 4de in 1.53,63  |
| Rodrigo González                                             | 200m vrije slag (m)   | 26e       | serie 4: 3de in 1.52,99  |
| Ignacio Escamilla                                            | 400m vrije slag (m)   | 34e       | serie 3: 3de in 4.03,16  |
| Carlos Romo                                                  | 400m vrije slag (m)   | 35e       | serie 3: 4de in 4.04,02  |
| Ernesto Vela                                                 | 100m rugslag (m)      | 33e       | serie 3: 5de in 59,19    |
| Ernesto Vela                                                 | 200m rugslag (m)      | 22e       | serie 3: 4de in 2.05,08  |
| Javier Careaga                                               | 100m schoolslag (m)   | 35e       | serie 3: 3de in 1.05,37  |
| Javier Careaga                                               | 200m schoolslag (m)   | 23e       | serie 3: 1ste in 2.20,11 |
| Carlos Romo                                                  | 100m vlinderslag (m)  | 41e       | serie 4: 7de in 58,04    |
| Urbano Zea                                                   | 100m vlinderslag (m)  | 40e       | serie 2: 3de in 57,89    |
| Javier Careaga                                               | 200m wisselslag (m)   | 24e       | serie 5: 3de in 2.09,38  |
| Rodrigo González                                             | 200m wisselslag (m)   | 25e       | serie 5: 4de in 2.09,52  |
| Javier Careaga                                               | 400m wisselslag (m)   | 21e       | serie 2: 2de in 4.30,71  |
| Rodrigo González Ignacio Escamilla Jorge Alarcón Urbano Zea  | 4x100m vrije slag (m) | 13e       | serie 2: 5de in 3.29,72  |
| Ignacio Escamilla Jorge Alarcón Carlos Romo Rodrigo González | 4x200m vrije slag (m) | DSQ       | gediskwalificeerd        |
| Ernesto Vela Javier Careaga Urbano Zea Rodrigo González      | 4x100m wisselslag (m) | 20e       | serie 3: 7de in 3.54,21  |
|                                                              |                       |           |                          |
| Patricia Kohlmann                                            | 50m vrije slag (v)    | 32e       | serie 4: 7de in 27,45    |
| María Rivera                                                 | 50m vrije slag (v)    | 26e       | serie 4: 3de in 27,16    |
| Patricia Kohlmann                                            | 100m vrije slag (v)   | 36e       | serie 4: 4de in 59,05    |
| María Rivera                                                 | 100m vrije slag (v)   | 38e       | serie 4: 6de in 59,32    |
| Patricia Kohlmann                                            | 200m vrije slag (v)   | 35e       | serie 3: 8ste in 2.10,36 |
| Marlene Bruten                                               | 100m vlinderslag (v)  | 29e       | serie 2: 5de in 1.05,37  |
| Marlene Bruten                                               | 200m vlinderslag (v)  | 23e       | serie 1: 2de in 2.19,68  |
| Marlene Bruten                                               | 200m wisselslag (v)   | 27e       | serie 2: 6de in 2.26,89  |
| Patricia Kohlmann                                            | 200m wisselslag (v)   | 29e       | serie 1: 2de in 2.29,61  |
| Marlene Bruten                                               | 400m wisselslag (v)   | 26e       | serie 1: 3de in 5.03,69  |

Afghanistan · Algerije · Amerikaanse Maagdeneilanden · Amerikaans-Samoa · Andorra · Angola · Antigua en Barbuda · Argentinië · Aruba · Australië · Bahama’s · Bahrein · Bangladesh · Barbados · België · Belize · Benin · Bermuda · Bhutan · Birma · Bolivia · Bondsrepubliek Duitsland · Botswana · Brazilië · Britse Maagdeneilanden · Brunei · Bulgarije · Burkina Faso · Canada · Centraal-Afrikaanse Republiek · Chili · China · Chinees Taipei · Colombia · Congo-Brazzaville · Cookeilanden · Costa Rica · Cyprus · Denemarken · Djibouti · Dominicaanse Republiek · Duitse Democratische Republiek · Ecuador · Egypte · El Salvador · Equatoriaal-Guinea · Fiji · Filipijnen · Finland · Frankrijk · Gabon · Gambia · Ghana · Grenada · Griekenland · Groot-Brittannië · Guam · Guatemala · Guinee · Guyana · Haïti · Honduras · Hongarije · Hongkong · Ierland · IJsland · India · Indonesië · Irak · Iran · Israël · Italië · Ivoorkust · Jamaica · Japan · Joegoslavië · Jordanië · Kaaimaneilanden · Kameroen · Kenia · Koeweit · Laos · Lesotho · Libanon · Liberia · Libië · Liechtenstein · Luxemburg · Malawi · Malediven · Maleisië · Mali · Malta · Marokko · Mauritanië · Mauritius · Mexico · Monaco · Mongolië · Mozambique · Nederland · Nederlandse Antillen · Nepal · Nieuw-Zeeland · Niger · Nigeria · Noord-Jemen · Noorwegen · Oeganda · Oman · Oostenrijk · Pakistan · Panama · Papoea-Nieuw-Guinea · Paraguay · Peru · Polen · Portugal · Puerto Rico · Qatar · Roemenië · Rwanda · Saint Vincent en de Grenadines · Salomonseilanden · Samoa · San Marino · Saoedi-Arabië · Senegal · Sierra Leone · Singapore · Soedan · Somalië · Sovjet-Unie · Spanje · Sri Lanka · Suriname · Swaziland · Syrië · Tanzania · Thailand · Togo · Tonga · Trinidad en Tobago · Tsjaad · Tsjecho-Slowakije · Tunesië · Turkije · Uruguay · Vanuatu · Venezuela · Verenigde Arabische Emiraten · Verenigde Staten · Vietnam · Zaïre · Zambia · Zimbabwe · Zuid-Jemen · Zuid-Korea · Zweden · Zwitserland